# Katiéna
Katiéna is een gemeente (commune) in de regio Ségou in Mali. De gemeente telt 34.000 inwoners (2009).
De gemeente bestaat uit de volgende plaatsen:
- Blan
- Boila
- Bolikoungo
- Bougan
- Bougoula-Bamana
- Bougoula-Peulh
- Dingola
- Djongoni
- Dofounou
- Dougakoungo
- Dougoukolomba
- Falenbougou
- Famana
- Famorila
- Goualabougou
- Kakolo
- Kallan
- Kassorongo
- Katiéna
- Kokoun
- Koumantéibougou
- N'Diédougou
- N'Goina
- Tizana
- Togoba
- Weleniguila
- Wouyangana